# Chymotrypsin

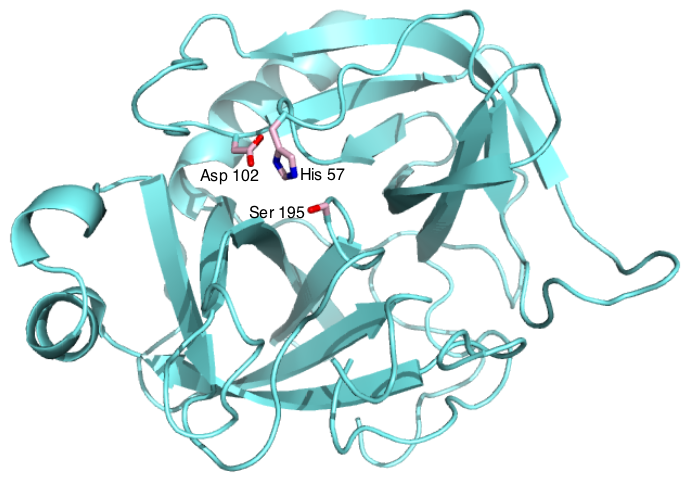
Chymotrypsin

Chymotrypsin je trávicí enzym ze skupiny proteáz, konkrétně serinových proteáz (podobně jako trypsin či elastáza). V lidském těle je vyráběn v slinivce v neaktivní formě jako chymotrypsinogen a následně vylučován do dvanáctníku, kde se spolupodílí na trávení bílkovin. Rozlišují se tři varianty enzymu, A, B a C.
Aktivní chymotrypsin z bovinního (kravího) pankreatu má molekulovou hmotnost 21 600 Da a obsahuje 241 aminokyselin uspořádaných v 3 polypeptidových řetězcích.

## Funkce
Chymotrypsin je střevní endopeptidáza schopná štěpit bílkovinné řetězce. Nedělá to ovšem na náhodných místech, nýbrž vždy na peptidové vazbě za velkými hydrofobními aminokyselinami, které se specificky vážou do speciální hydrofobní rýhy ve vazebném centru enzymu.
 Těmito hydrofobními aminokyselinami jsou myšleny fenylalanin, tryptofan a tyrosin, štěpení bílkovin se odehrává na C-straně těchto aminokyselin.
Přitom patří mezi tzv. serinové proteázy, což znamená, že v aktivním centru se vyskytuje důležitá serinová skupina, která provádí „nábojovou štafetu“ s dalšími zbytky, zejména s histidinem. V dvanáctníku pracuje při pH 7,5-8,5.

## Produkce
Podobně jako ostatní proteázy, jež jsou součástí pankreatické šťávy, také chymotrypsin (přesněji jeho neaktivní forma, chymotrypsinogen) je vylučován acinárními buňkami slinivky břišní, a to řízenou exocytózou vnitrobuněčných váčků (zymogranulí) obsahujících tyto enzymy. Spolu s pankreatickou šťávou je pak chymotrypsin dopraven do střeva a zde aktivován. Aktivace probíhá pomocí dalšího pankreatického enzymu – trypsinu, který je vylučován spolu s chymotrypsinogenem v podobě trypsinogenu (a musí být tedy v první řadě aktivován, a to enterokinázou). Co se týče přesnějšího mechanismu aktivace, chymotrypsinogen je nejprve trypsinem rozštěpen na dva (stále spojené) polypeptidy, kterýžto komplex se označuje jako π-chymotrypsin. Ten následně autolyzuje (katalyticky sám sebe štěpí) na α-chymotrypsin, čili vlastní aktivní chymotrypsin.